# عبدالرحمن بری
عبدالرحمن بری (انگلیسی: Abdourahmane Barry؛ زادهٔ ۲۱ فوریهٔ ۲۰۰۰) بازیکن فوتبال اهل فرانسه است.
از باشگاه‌هایی که در آن بازی کرده‌است می‌توان به باشگاه فوتبال لیفرینگ اشاره کرد.